# Persisk vallmo
Persisk vallmo (Papaver persicum) är en vallmoväxtart som beskrevs av John Lindley. Enligt Catalogue of Life ingår Persisk vallmo i släktet vallmor och familjen vallmoväxter, men enligt Dyntaxa är tillhörigheten istället släktet vallmor och familjen vallmoväxter. Arten förekommer tillfälligt i Sverige, men reproducerar sig inte.

## Underarter
Arten delas in i följande underarter:
- P. p. fulvum
- P. p. persicum
- P. p. tauricola
- P. p. brachycarpum